# Newark (New York)
Newark ist ein Village im südlichen Teil der Town of Arcadia im Wayne County des Bundesstaates New York, etwa 50 km südöstlich von Rochester am Eriekanal gelegen.
Es zählt rund 9000 Einwohner. Zur Verwaltungseinheit Village of Newark gehören einige umliegende Siedlungen, unter anderem das für die Town of Arcadia namensgebende Dorf Arcadia.

## Geschichte
Die Ortschaft wurde 1819 als Arbeitssiedlung Miller’s Basin für den Abschnitt des Eriekanals im heutigen Siedlungsgebiet gegründet; der Name stammt von Captain Joseph Miller, der als Subunternehmer für diesen Abschnitt verantwortlich war. Einige hundert Meter entfernt wurde etwa gleichzeitig die Arbeitersiedlung Lockville für einen anderen Kanalabschnitt gegründet. Am 21. Juli 1853 schlossen sich beide Siedlungen zusammen und konstituierten die Verwaltungseinheit Village of Newark.